# Alexander Puixkin (ballarí)
Alexander Ivànovitx Puixkin (en rus: Алекса́ндр Ива́нович Пу́шкин; 7 de setembre de 1907 — 20 de març de 1970) fou un ballarí de ballet i mestre de ballet rus. Entre els seus alumnes s'hi troben Askold Makarov, Nikita Dolgushin, Oleg Vinogràdov, Mikhaïl Baríxnikov and Rudolf Nuréiev.
A la pel·lícula de 2018 El corb blanc, que narra la vida del seu alumne Rudolf Nuréiev des de la infantesa fins a la seva defecció de la Unió Soviètica, és interpretat per Ralph Fiennes.